# Convocazioni per la Coppa del mondo per club FIFA 2008
Elenco dei giocatori convocati da ciascun club partecipante alla Coppa del mondo per club FIFA 2008.

## Club

### Adelaide United
Allenatore:  Aurelio Vidmar
| N. |                      | Ruolo | Calciatore             |
| -- | -------------------- | ----- | ---------------------- |
| 2  | Australia (bandiera) | D     | Robert Cornthwaite     |
| 3  | Brasile (bandiera)   | D     | Alemão                 |
| 4  | Australia (bandiera) | D     | Angelo Costanzo        |
| 5  | Australia (bandiera) | D     | Michael Valkanis       |
| 6  | Brasile (bandiera)   | D     | Cássio                 |
| 8  | Australia (bandiera) | C     | Kristian Sarkies       |
| 10 | Brasile (bandiera)   | A     | Cristiano              |
| 11 | Australia (bandiera) | C     | Osama Malik            |
| 13 | Australia (bandiera) | C     | Travis Dodd (capitano) |
| 14 | Australia (bandiera) | D     | Scott Jamieson         |
| 15 | Australia (bandiera) | C     | Jonas Salley           |

| N. |                      | Ruolo | Calciatore       |
| -- | -------------------- | ----- | ---------------- |
| 16 | Australia (bandiera) | D     | Daniel Mullen    |
| 18 | Australia (bandiera) | C     | Fabian Barbiero  |
| 19 | Australia (bandiera) | D     | Saša Ognenovski  |
| 20 | Australia (bandiera) | P     | Eugene Galeković |
| 21 | Australia (bandiera) | C     | Jason Spagnuolo  |
| 22 | Brasile (bandiera)   | C     | Diego            |
| 23 | Australia (bandiera) | D     | Michael Marrone  |
| 24 | Australia (bandiera) | C     | Paul Reid        |
| 25 | Australia (bandiera) | A     | Robert Younis    |
| 30 | Australia (bandiera) | P     | Mark Birighitti  |
| 40 | Australia (bandiera) | P     | Lucas Andreucci  |

### Al-Ahly
Allenatore:  Manuel José
| N. |                      | Ruolo | Calciatore               |
| -- | -------------------- | ----- | ------------------------ |
| 1  | Egitto (bandiera)    | P     | Amir Abdelhamid          |
| 2  | Palestina (bandiera) | P     | Ramzi Saleh              |
| 5  | Egitto (bandiera)    | D     | Ahmad El-Sayed           |
| 6  | Egitto (bandiera)    | C     | Ahmad Sedik              |
| 7  | Egitto (bandiera)    | D     | Shady Mohamed (capitano) |
| 8  | Egitto (bandiera)    | C     | Mohamed Barakat          |
| 10 | Egitto (bandiera)    | A     | Ahmed Belal              |
| 11 | Egitto (bandiera)    | D     | Sayed Moawad             |
| 12 | Angola (bandiera)    | C     | Gilberto                 |
| 13 | Qatar (bandiera)     | C     | Hussain Yasser           |
| 15 | Egitto (bandiera)    | A     | Hany El-Agazy            |
| 17 | Egitto (bandiera)    | C     | Ahmed Hassan             |

| N. |                   | Ruolo | Calciatore               |
| -- | ----------------- | ----- | ------------------------ |
| 18 | Egitto (bandiera) | A     | Osama Hosny              |
| 19 | Egitto (bandiera) | C     | Hussein Ali              |
| 21 | Egitto (bandiera) | D     | Ramy Adel                |
| 22 | Egitto (bandiera) | C     | Mohamed Aboutreika       |
| 23 | Angola (bandiera) | A     | Flávio Amado             |
| 24 | Egitto (bandiera) | C     | Ahmed Fathi              |
| 25 | Egitto (bandiera) | C     | Hossam Ashour            |
| 26 | Egitto (bandiera) | D     | Wael Gomaa               |
| 27 | Egitto (bandiera) | C     | Moataz Eno               |
| 31 | Egitto (bandiera) | P     | Ahmed Adel Abd El-Moneam |
| 32 | Egitto (bandiera) | D     | Mohamed Samir            |

### Gamba Osaka
Allenatore:  Akira Nishino
| N. |                     | Ruolo | Calciatore                   |
| -- | ------------------- | ----- | ---------------------------- |
| 1  | Giappone (bandiera) | P     | Naoki Matsuyo                |
| 2  | Giappone (bandiera) | D     | Sōta Nakazawa                |
| 5  | Giappone (bandiera) | D     | Satoshi Yamaguchi (capitano) |
| 6  | Giappone (bandiera) | D     | Yōhei Fukumoto               |
| 7  | Giappone (bandiera) | C     | Yasuhito Endō                |
| 8  | Giappone (bandiera) | C     | Shinichi Terada              |
| 9  | Brasile (bandiera)  | A     | Lucas                        |
| 10 | Giappone (bandiera) | C     | Takahiro Futagawa            |
| 11 | Giappone (bandiera) | A     | Ryūji Bando                  |
| 13 | Giappone (bandiera) | C     | Michihiro Yasuda             |
| 14 | Giappone (bandiera) | A     | Shōki Hirai                  |
| 16 | Giappone (bandiera) | C     | Hayato Sasaki                |

| N. |                     | Ruolo | Calciatore       |
| -- | ------------------- | ----- | ---------------- |
| 17 | Giappone (bandiera) | C     | Tomokazu Myōjin  |
| 18 | Brasile (bandiera)  | A     | Roni             |
| 19 | Giappone (bandiera) | D     | Takumi Shimohira |
| 20 | Giappone (bandiera) | C     | Shū Kurata       |
| 21 | Giappone (bandiera) | D     | Akira Kaji       |
| 22 | Giappone (bandiera) | P     | Yōsuke Fujigaya  |
| 23 | Giappone (bandiera) | C     | Takuya Takei     |
| 24 | Giappone (bandiera) | A     | Kenta Hoshihara  |
| 27 | Giappone (bandiera) | C     | Hideo Hashimoto  |
| 29 | Giappone (bandiera) | P     | Atsushi Kimura   |
| 30 | Giappone (bandiera) | A     | Masato Yamazaki  |

### LDU Quito
Allenatore:  Edgardo Bauza
| N. |                      | Ruolo | Calciatore                  |
| -- | -------------------- | ----- | --------------------------- |
| 1  | Ecuador (bandiera)   | P     | José Francisco Cevallos     |
| 2  | Argentina (bandiera) | D     | Norberto Araujo             |
| 3  | Ecuador (bandiera)   | D     | Renán Calle                 |
| 4  | Ecuador (bandiera)   | C     | Paúl Ambrosi                |
| 5  | Ecuador (bandiera)   | C     | Alfonso Obregón             |
| 7  | Ecuador (bandiera)   | C     | Luis Bolaños                |
| 8  | Ecuador (bandiera)   | A     | Patricio Urrutia (capitano) |
| 9  | Ecuador (bandiera)   | A     | Agustín Delgado             |
| 10 | Ecuador (bandiera)   | C     | Edder Vaca                  |
| 11 | Ecuador (bandiera)   | C     | Danny Vaca                  |
| 13 | Ecuador (bandiera)   | C     | Néicer Reasco               |
| 14 | Ecuador (bandiera)   | C     | Diego Calderón              |

| N. |                      | Ruolo | Calciatore          |
| -- | -------------------- | ----- | ------------------- |
| 15 | Ecuador (bandiera)   | D     | William Araujo      |
| 16 | Argentina (bandiera) | A     | Claudio Bieler      |
| 17 | Ecuador (bandiera)   | A     | Cristian Suárez     |
| 19 | Cile (bandiera)      | A     | Reinaldo Navia      |
| 20 | Ecuador (bandiera)   | C     | Pedro Larrea        |
| 21 | Argentina (bandiera) | C     | Damián Manso        |
| 22 | Ecuador (bandiera)   | P     | Alexander Domínguez |
| 23 | Ecuador (bandiera)   | D     | Jairo Campos        |
| 24 | Ecuador (bandiera)   | C     | Gabriel Espinosa    |
| 25 | Ecuador (bandiera)   | P     | Daniel Viteri       |
| 28 | Ecuador (bandiera)   | C     | Israel Chango       |

### Manchester United
Allenatore:  Alex Ferguson
| N. |                          | Ruolo | Calciatore                 |
| -- | ------------------------ | ----- | -------------------------- |
| 1  | Paesi Bassi (bandiera)   | P     | Edwin van der Sar          |
| 2  | Inghilterra (bandiera)   | D     | Gary Neville (capitano)    |
| 3  | Francia (bandiera)       | D     | Patrice Evra               |
| 5  | Inghilterra (bandiera)   | D     | Rio Ferdinand              |
| 7  | Portogallo (bandiera)    | A     | Cristiano Ronaldo          |
| 8  | Brasile (bandiera)       | C     | Anderson                   |
| 9  | Bulgaria (bandiera)      | A     | Dimităr Berbatov           |
| 10 | Inghilterra (bandiera)   | A     | Wayne Rooney               |
| 11 | Galles (bandiera)        | C     | Ryan Giggs (vice-capitano) |
| 13 | Corea del Sud (bandiera) | C     | Park Ji-sung               |
| 15 | Serbia (bandiera)        | D     | Nemanja Vidić              |
| 16 | Inghilterra (bandiera)   | C     | Michael Carrick            |

| N. |                             | Ruolo | Calciatore      |
| -- | --------------------------- | ----- | --------------- |
| 17 | Portogallo (bandiera)       | C     | Nani            |
| 18 | Inghilterra (bandiera)      | C     | Paul Scholes    |
| 19 | Inghilterra (bandiera)      | A     | Danny Welbeck   |
| 21 | Brasile (bandiera)          | D     | Rafael          |
| 22 | Irlanda (bandiera)          | D     | John O'Shea     |
| 23 | Irlanda del Nord (bandiera) | D     | Jonny Evans     |
| 24 | Scozia (bandiera)           | C     | Darren Fletcher |
| 28 | Irlanda (bandiera)          | C     | Darron Gibson   |
| 29 | Polonia (bandiera)          | P     | Tomasz Kuszczak |
| 32 | Argentina (bandiera)        | A     | Carlos Tévez    |
| 40 | Inghilterra (bandiera)      | P     | Ben Amos        |

### Pachuca
Allenatore:  Enrique Meza Enriquez
| N. |                      | Ruolo | Calciatore               |
| -- | -------------------- | ----- | ------------------------ |
| 1  | Colombia (bandiera)  | P     | Miguel Calero (capitano) |
| 2  | Messico (bandiera)   | D     | Leobardo López           |
| 3  | Paraguay (bandiera)  | D     | Julio Manzur             |
| 4  | Messico (bandiera)   | D     | Marco Pérez              |
| 6  | Messico (bandiera)   | C     | Jaime Correa             |
| 7  | Argentina (bandiera) | C     | Damián Álvarez           |
| 8  | Messico (bandiera)   | C     | Gabriel Caballero        |
| 9  | Argentina (bandiera) | A     | Bruno Marioni            |
| 10 | Brasile (bandiera)   | A     | Christian                |
| 11 | Messico (bandiera)   | A     | José María Cárdenas      |
| 12 | Messico (bandiera)   | C     | Juan Carlos Rojas Guerra |
| 13 | Messico (bandiera)   | A     | Edwin Borboa             |

| N. |                        | Ruolo | Calciatore               |
| -- | ---------------------- | ----- | ------------------------ |
| 15 | Messico (bandiera)     | C     | Luis Montes              |
| 16 | Messico (bandiera)     | C     | Carlos Gerardo Rodríguez |
| 18 | Stati Uniti (bandiera) | C     | José Francisco Torres    |
| 19 | Argentina (bandiera)   | C     | Christian Giménez        |
| 21 | Messico (bandiera)     | D     | Fausto Pinto             |
| 22 | Messico (bandiera)     | D     | Paul Aguilar             |
| 23 | Messico (bandiera)     | P     | Carlos Velázquez         |
| 24 | Messico (bandiera)     | C     | Raúl Martínez            |
| 27 | Messico (bandiera)     | C     | Edy Germán Brambila      |
| 29 | Messico (bandiera)     | A     | Víctor Mañon             |
| 30 | Messico (bandiera)     | P     | Rodolfo Cota             |

### Waitakere United
Allenatore:  Chris Milicich
| N. |                           | Ruolo | Calciatore         |
| -- | ------------------------- | ----- | ------------------ |
| 1  | Nuova Zelanda (bandiera)  | P     | Richard Gillespie  |
| 2  | Nuova Zelanda (bandiera)  | D     | Jonazionehan Perry |
| 3  | Nuova Zelanda (bandiera)  | D     | Aaron Scott        |
| 5  | Nuova Zelanda (bandiera)  | D     | Danny Hay          |
| 6  | Nuova Zelanda (bandiera)  | D     | Hone Fowler        |
| 7  | Nuova Zelanda (bandiera)  | A     | Daniel Ellensohn   |
| 8  | Galles (bandiera)         | C     | Paul Seaman        |
| 9  | Isole Salomone (bandiera) | A     | Benjamin Totori    |
| 10 | Nuova Zelanda (bandiera)  | A     | Allan Pearce       |
| 11 | Inghilterra (bandiera)    | C     | Neil Sykes         |
| 12 | Figi (bandiera)           | A     | Roy Krishna        |
| 13 | Nuova Zelanda (bandiera)  | A     | Daniel Koprivčić   |

| N. |                          | Ruolo | Calciatore       |
| -- | ------------------------ | ----- | ---------------- |
| 14 | Nuova Zelanda (bandiera) | C     | Jeff Campbell    |
| 15 | Galles (bandiera)        | C     | Christopher Bale |
| 16 | Inghilterra (bandiera)   | C     | Neil Emblen      |
| 17 | Nuova Zelanda (bandiera) | C     | Jake Butler      |
| 19 | Nuova Zelanda (bandiera) | C     | Mikael Munday    |
| 20 | Nuova Zelanda (bandiera) | D     | Jason Rowley     |
| 21 | Nuova Zelanda (bandiera) | A     | Kayne Vincent    |
| 22 | Inghilterra (bandiera)   | P     | Dan Robinson     |
| 23 | Nuova Zelanda (bandiera) | C     | Corey Hitchen    |
| 28 | Nuova Zelanda (bandiera) | P     | Sean Dowling     |
| 29 | Brasile (bandiera)       | C     | Adriano          |